# Vereniging De Zaansche Molen

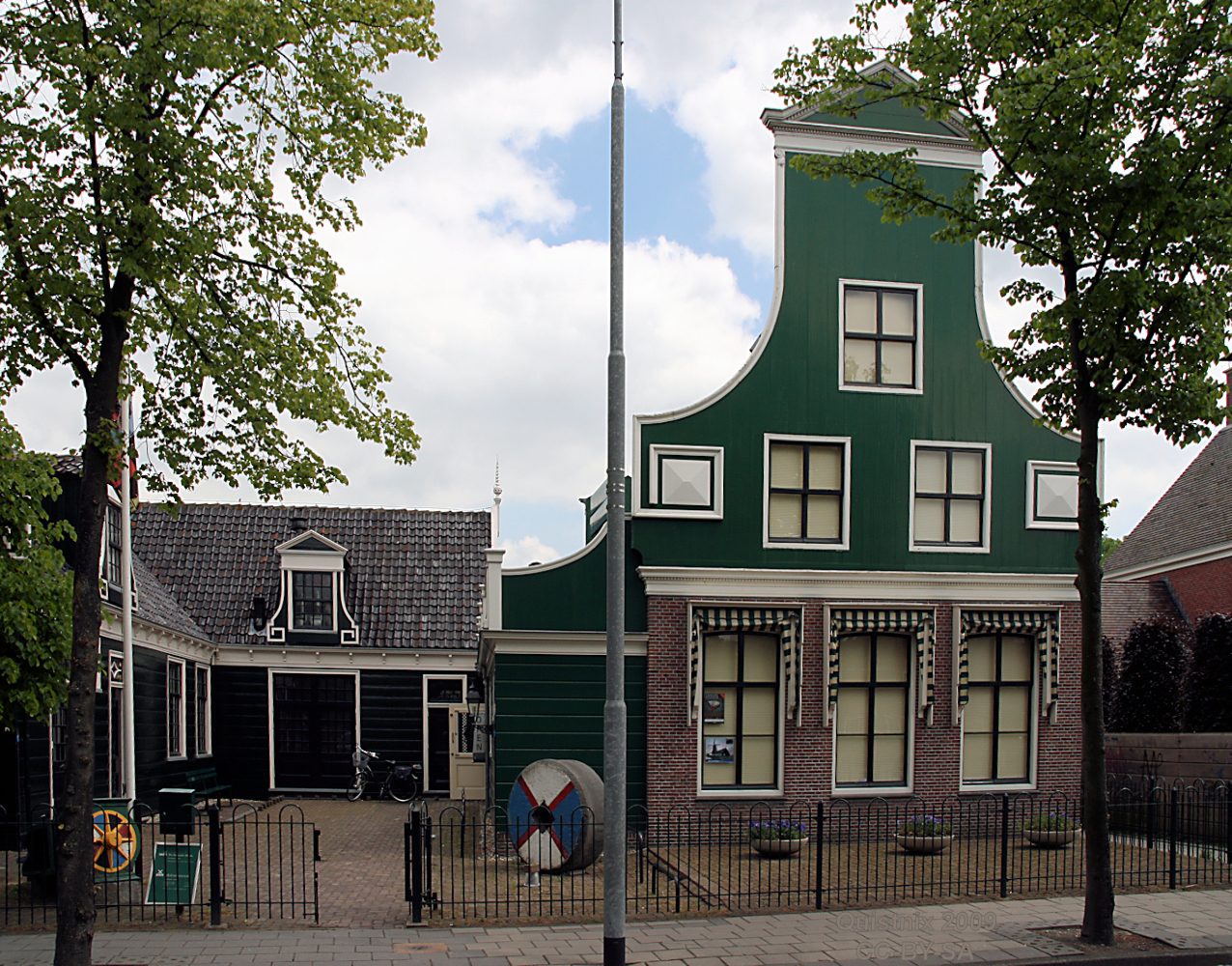
Het Molenmuseum.

Vereniging De Zaansche Molen is een vereniging die zich inzet voor het behoud van de overgebleven industriemolens in de Zaanstreek, geconcentreerd rond de Zaanse Schans.

## Geschiedenis
Op 26 februari 1925 werd de oliemolen De Zoeker getroffen door een windhoos. Dit trok schoolmeester en kunstenaar Frans Mars zich aan en hij plaatste een open brief in dagblad De Zaanlander. Tevens zocht en vond hij medestanders, onder wie Pieter Boorsma. Dit leidde uiteindelijk tot de oprichting van de vereniging.
De eerste daad was een tentoonstelling over molens, in de openbare lagere school van Koog aan de Zaan, die relatief veel belangstelling trok en leidde tot ledenaanwas.
Het plan voor een molenmuseum kreeg een impuls door het beschikbaar komen van het Huis met de ijzeren brug dat verdwijnen moest voor de aanleg van het Koogerpark. Als compromis werd het verplaatst naar de rand van het park en door de vereniging ingericht als Molenmuseum Koog aan de Zaan. Het kantoor van de vereniging is hier ook gevestigd.
In de begintijd was de vereniging voornamelijk bezig met fondsen voor moleneigenaren die in problemen kwamen, om op die manier molens te behouden. In 1939 kwam daarin verandering toen de oliemolen Het Pink werd aangeboden door de Zaanse VVV. De molen werd gerestaureerd, maar de opening op 10 mei 1940 ging niet door vanwege de Duitse inval in Nederland.
In de loop der jaren groeide het molenbezit van de vereniging uit tot 14 molens. In 2007 is de nieuw gebouwde molen Het Jonge Schaap bij de vereniging gekomen, waarmee de Zaanstreek weer een zeskante bovenkruier houtzaagmolen bezit. In 2014 is De Jonge Dirk in bezit gekomen van de vereniging, en daarmee ook de weidemolen De Zwaan in Westzaan.

## Bezit
Naast het molenmuseum bezit de vereniging de volgende molens:
- Oliemolens: De Bonte Hen, De Ooijevaar, Het Pink, De Zoeker.
- Houtzaagmolens: De Gekroonde Poelenburg, Het Jonge Schaap.
- Korenmolens: De Bleeke Dood, De Koker.
- Pelmolen: Het Prinsenhof.
- Papiermolens: De Schoolmeester, De Jonge Dirk.
- Specerijenmolen: De Huisman.
- Verfmolen: De Kat.
- Weidemolen: De Zwaan.